# 7 Iris
Iris /ˈaɪrɪs/ (định danh hành tinh vi hình: 7 Iris) là một tiểu hành tinh lớn ở vành đai chính và có lẽ là vi thể hành tinh còn sót lại quay xung quanh Mặt Trời ở giữa Sao Hỏa và Sao Mộc. Nó là vật thể sáng thứ tư trong vành đai tiểu hành tinh. Iris là một tiểu hành tinh kiểu S, nghĩa là nó được cấu tạo từ đá.

## Phát hiện và tên gọi
Iris được J. R. Hind phát hiện vào ngày 13 tháng 8 năm 1847 từ London, Anh. Nó là tiểu hành tinh đầu tiên được ông phát hiện và là tiểu hành tinh thứ bảy được khám phá từ trước đến nay.
Iris được đặt tên theo vị nữ thần cầu vồng Iris trong thần thoại Hy Lạp, người đưa tin của các vị thần, đặt biệt là thần Hera.

## Đặc điểm

Kích cỡ của mười tiểu hành tinh đầu tiên được phát hiện so với Mặt Trăng của Trái Đất. Iris nằm ở vị trí thứ tư từ phải sang.

### Địa chất
Iris là một tiểu hành tinh kiểu S. Bề mặt của nó rất có thể có những suất phản xạ khác nhau, với một khu vực sáng lớn nằm trên bán cầu bắc. Nhìn chung bề mặt của Iris rất sáng và có khả năng bao gồm các kim loại niken-sắt cũng như silicat magiê và sắt. Quang phổ của tiểu hành tinh này tương đồng với L và LL chondrite, vì vậy có thể những thiên thạch này được bắt nguồn từ Iris.
Trong số các tiểu hành tinh kiểu S, Iris đứng thứ năm về đường kính trung bình, sau Eunomia, Juno, Amphitrite và Herculina.

### Độ sáng

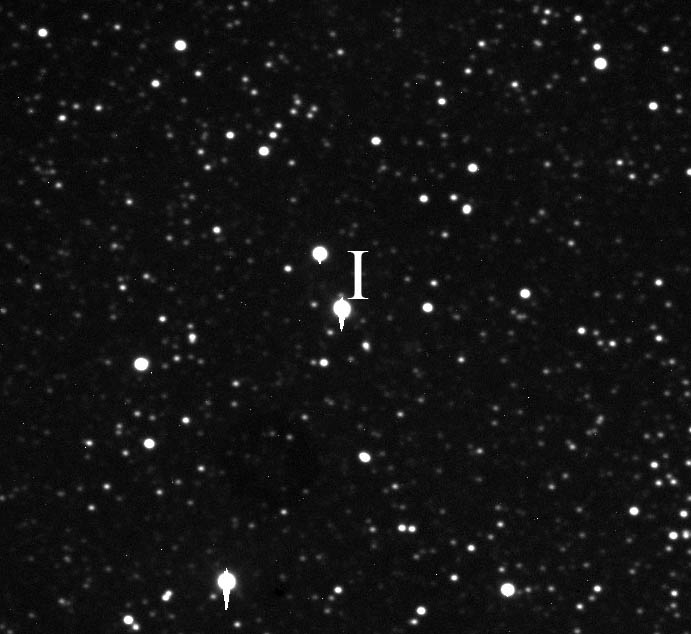
Trường sao phong phú cho thấy tiểu hành tinh Iris (cấp sao 10,1)

Bề mặt sáng và khoảng cách gần với Mặt Trời khiến Iris vật thể sáng thứ tư trong vành đai tiểu hành tinh, sau Vesta, Ceres và Pallas. Nó có cấp sao xung đối trung bình là +7,8, gần bằng Sao Hải Vương và có thể dễ dàng nhìn thấy được bằng ống nhòm tại hầu hết các xung đối. Ở những xung đối nhất định nó còn sáng hơn Pallas một chút. Thậm chí, tại một số xung đối gần với cận điểm quỹ đạo, Iris có thể đạt cấp sao +6,7 (lần cuối vào ngày 31 tháng 10 năm 2017 đạt cường độ +6,9), bằng với độ sáng tối đa của Ceres.

### Đặc điểm bề mặt
| Đặc điểm | Phát âm     | Hy Lạp  | Nghĩa            |
| -------- | ----------- | ------- | ---------------- |
| Chloros  | /ˈkloʊrɒs/  | χλωρός  | 'màu xanh lá'    |
| Chrysos  | /ˈkraɪsɒs/  | χρῡσός  | 'vàng'           |
| Cirrhos  | /ˈsɪrɒs/    | κιρρός  | 'màu cam'        |
| Cyanos   | /ˈsaɪənɒs/  | κύανος  | 'màu xanh dương' |
| Erythros | /ˈɛrɪθrɒs/  | ἐρυθρός | 'màu đỏ'         |
| Glaucos  | /ˈɡlɔːkɒs/  | γλαυκός | 'màu xám'        |
| Porphyra | /ˈpɔːrfɪrə/ | πορφύρα | 'màu tía'        |
| Xanthos  | /ˈzænθɒs/   | ξανθός  | 'màu vàng'       |

### Sự tự quay
Iris có chu kỳ quay là 7,14 giờ. Phân tích đường cong ánh sáng cho thấy Iris có hình dạng hơi góc cạnh. Điểm cực Bắc của nó hướng về tọa độ hoàng đạo (β, λ) ước tính là (18°, 19°) với khoảng chênh lệch 4° (Viikinkoski và cộng sự, 2017) hoặc (19°, 26°) với khoảng chênh lệch 3° (Hanuš và cộng sự, 2019), khiến trục quay của nó nghiêng 85°. Do đó, trên gần hết một bán cầu của Iris, Mặt Trời không mọc vào mùa hè và không lặn vào mùa đông. Đối với một vật thể không có khí quyển điều này dẫn đến sự khác biệt rất lớn về nhiệt độ.

## Quan sát

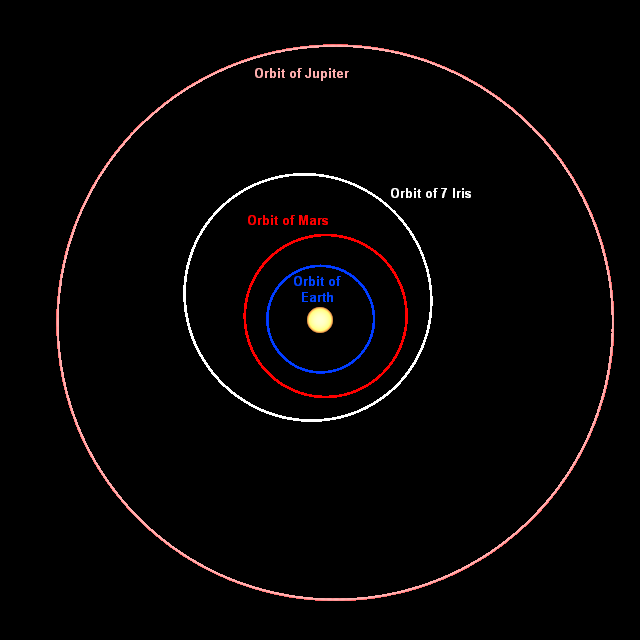
Quỹ đạo của Iris so với Trái Đất, Sao Hỏa và Sao Mộc.

Iris đã được quan sát khi đang che khuất một ngôi sao vào ngày 26 tháng 5 năm 1995 và sau đó vào ngày 25 tháng 7 năm 1997. Cả hai lần quan sát đều cho kết quả đường kính khoảng 200 km.
Iris tới gần Sao Hỏa với khoảng cách 0,4 AU một cách đều đặn. Lần tiếp theo việc này xảy ra là vào ngày 2 tháng 11 năm 2054.
Đầu tháng 2 năm 2024, các phân tử nước đã được phát hiện trên 7 Iris, cùng với 20 Massalia, đánh dấu lần đầu tiên các phân tử nước được phát hiện trên các tiểu hành tinh.